# Badminton na Igrzyskach Panamerykańskich 2019
Badminton na Igrzyskach Panamerykańskich 2019 odbywał się w dniach 29 lipca–2 sierpnia 2019 roku w Polideportivo 3 w Limie. Osiemdziesięcioro ośmioro zawodników obojga płci rywalizowało łącznie w pięciu konkurencjach indywidualnych i deblowych.

## Podsumowanie

### Klasyfikacja medalowa
| Klasyfikacja medalowa | Klasyfikacja medalowa | Klasyfikacja medalowa | Klasyfikacja medalowa | Klasyfikacja medalowa | Klasyfikacja medalowa |
| Miejsce               | państwo               | Złoto                 | Srebro                | Brąz                  | Razem                 |
| --------------------- | --------------------- | --------------------- | --------------------- | --------------------- | --------------------- |
| 1                     | Kanada                | 4                     | 3                     | 1                     | 8                     |
| 2                     | Brazylia              | 1                     | 0                     | 4                     | 5                     |
| 3                     | Stany Zjednoczone     | 0                     | 2                     | 2                     | 4                     |
| 4                     | Gwatemala             | 0                     | 0                     | 2                     | 2                     |
| 5                     | Kuba                  | 0                     | 0                     | 1                     | 1                     |
| Razem                 | Razem                 | 5                     | 5                     | 10                    | 20                    |

### Medaliści
| Konkurencja             | 1. miejsce                                 | 2. miejsce                                   | 3. miejsce                                                                                        |
| ----------------------- | ------------------------------------------ | -------------------------------------------- | ------------------------------------------------------------------------------------------------- |
| Gra pojedyncza mężczyzn | Ygor Coelho de Oliveira                    | Brian Yang                                   | Jason Ho-Shue Kevin Cordón                                                                        |
| Gra podwójna mężczyzn   | Kanada · Jason Ho-Shue · Nyl Yakura        | Stany Zjednoczone · Phillip Chew · Ryan Chew | Kuba · Osleni Guerrero · Leodannis Martínez · Brazylia · Fabrício Farias · Francielton Farias     |
| Gra pojedyncza kobiet   | Michelle Li                                | Rachel Honderich                             | Iris Wang Nikté Sotomayor                                                                         |
| Gra podwójna kobiet     | Kanada · Rachel Honderich · Kristen Tsai   | Stany Zjednoczone · Keui-Ya Chen · Jamie Hsu | Brazylia · Tamires Santos · Fabiana Silva · Brazylia · Jaqueline Lima · Sâmia Lima                |
| Gra mieszana            | Kanada · Joshua Hurlburt-Yu · Josephine Wu | Kanada · Nyl Yakura · Kristen Tsai           | Brazylia · Fabrício Farias · Jaqueline Lima · Stany Zjednoczone · Howard Shu · Paula Lynn Obañana |